# Juzjno-Sachalinsk

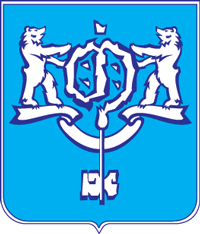
Stadens vapen.

Juzjno-Sachalinsk (ryska: Ю́жно-Сахали́нск) är huvudstad och största stad i Sachalin oblast, Ryssland.

## Administrativt område
Juzjno-Sachalinsk administrerar även områden utanför själva centralorten. 
| Stad/Ort          | Invånarantal 9 oktober 2002 | Invånarantal 14 oktober 2010 | Invånarantal 1 januari 2015 |
| ----------------- | --------------------------- | ---------------------------- | --------------------------- |
| Juzjno-Sachalinsk | 175 085                     | 181 728                      | 192 780                     |
| Sinegorsk         | 2 597                       | Ingen uppgift                | Ingen uppgift               |
| Landsbygd         | 4 894                       | 7 282                        | 6 987                       |
| TOTALT            | 182 576                     | 189 010                      | 199 767                     |

Sinegorsk räknas numera som landsbygd.